# Truckers Against Trafficking
Truckers Against Trafficking (TAT) est, aux États-Unis, un organisme sans but lucratif qui forme les chauffeurs de poids lourds pour qu'ils identifient et signalent les problèmes de traite des êtres humains. Ce réseau d'envergure nationale est fondé en Oklahoma en 2009 et il enseigne aux chauffeurs de poids lourds les effets de la traite des êtres humains. TAT, dont le siège est au Colorado, est dirigé par Kendis Paris.
TAT fournit des données sur la traite des êtres humains, que les conducteurs croisent régulièrement dans leur métier. TAT s'est associée avec des organismes d'application des lois et avec des sociétés de poids lourds afin de proposer des formations destinées à identifier la traite sexuelle ; certaines entreprises demandent à leurs chauffeurs de suivre ces formations. Grâce aux conducteurs, des centaines de victimes de traite humaine ont pu être délivrées. D'après le National Human Trafficking Resource Center, la plupart des conducteurs qui signalent des informations ont appris à comprendre l'intérêt qu'elles représentent grâce à TAT.